# Cambarus harti
Cambarus harti е вид ракообразно от семейство Cambaridae. Видът е застрашен от изчезване.

## Разпространение и местообитание
Разпространен е в САЩ (Джорджия).
Обитава сладководни басейни, реки и потоци.